# Евфимий (архиепископ Ростовский)
Епископ Евфи́мий (XVI век) — епископ Русской церкви, архиепископ Ростовский и Ярославский.
Был постриженником Иосифо-Волоколамского монастыря.
Упоминается архиепископом Ростовским и Ярославским с 1583 года.
Сохранилась челобитная к царю Фёдору Иоанновичу, написанная епископом Рязанский Леонидом, в которой последний жалуется, что ему, приглашённому за государев стол на Роджество Христово, «Еуфимей мне, богомолцу твоему, с собою ести с блюда не дал и меня, богомолца твоего, конечно позоровал», а также жаловался на то, что Ростовский владыка Евфимий обзывал волоцких постриженников «не осифлянами, а жидовлянами».
Просьба его возымела действие, и в декабре 1585 года Евфимий был отстранён от управления епархией.
Год смерти неизвестен.